# 卯
卯（拼音：mǎo）是地支之一，通常當為地支的第四位，其前為寅、其後為辰。卯月从惊蜇（公历3月6±1日）当日开始到清明（公历4月5±1日）前一天为止，大致為農曆二月，卯時為二十四小時制的05:00至07:00，在方向上指正東方。五行裡卯代表木，陰陽學說裡卯為陰。
卯有茂盛之意，因此亦指草木覆蓋地面的狀態。在後世，人們為了便於記憶，因此將每一地支順序對應每一生肖，所以卯與十二生肖的兔搭配，在二十八宿的對應是房宿（房日兔）。
在越南的生肖則為貓。

## 含卯的干支
- 丁卯
- 己卯
- 辛卯
- 癸卯
- 乙卯